# Debre Mariam
Debre Mariam  là một tu viện  được thành lập tại quốc gia châu Phi Eritrea, được thành lập bởi Abba absadi, một đệ tử của nhà sư Ewostatewos trong khoảng những năm 1340 - 1350. Tu viện nằm ở ngã ba sông Obel và Gash. Kể từ khi thành lập, tu viện đã có được một thư viện các bản thảo xa hoa. Debre Mariam là tu viện ưu việt ở Eritrea cho đến khi Debre Bizen vượt qua nó và trở thành tu viện số 1 ở quốc gia Đông Phi này.